# Vorpostenflottillen (Kriegsmarine)

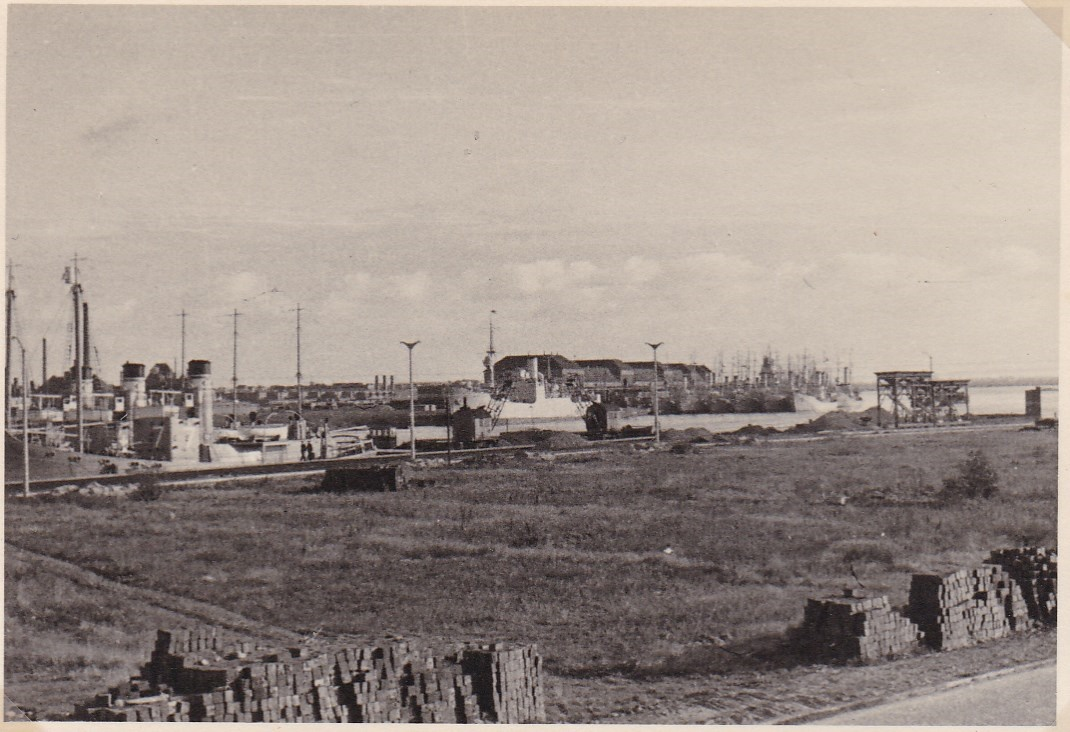
4. Vorpostenflottille im Fischereihafen Bremerhaven. Vorpostenboote sind V 408 Haltenbank, V 404 Baden und V 407 Dorum, 1940.

Die Vorpostenflottillen waren deutsche Flottillen der Kriegsmarine im Zweiten Weltkrieg.
Zu Kriegsbeginn waren die ungeraden Nummern den Flottillen mit dem Einsatzgebiet in der Ostsee und die geraden Nummern den Flottillen mit dem Einsatzgebiet in der Nordsee vorgesehen. Ab 1940 wurden die 11. bis 15. Vorpostenflottille im Westraum eingesetzt.
Im September 1939 wurde für die Nordsee die 2. Vorpostenflottille, die 4. Vorpostenflottille, die 8. Vorpostenflottille, die 10. Vorpostenflottille und die 12. Vorpostenflottille aufgestellt worden. Zeitgleich kamen für die Ostsee die 3. Vorpostenflottille, 7. Vorpostenflottille, die 9. Vorpostenflottille, die 11. Vorpostenflottille, 13. Vorpostenflottille und die 15. Vorpostenflottille hinzu. Die 1. Vorpostenflottille war im Monat darauf die letzte Vorpostenflottille, die in diesem Zeitraum aufgestellt wurde.
Ab Februar 1941 wurden sogenannte Sicherungs-Divisionen aufgestellt und die Vorpostenflottillen diesen unterstellt.
Nach Kriegsende wurden einige Vorpostenflottillen im Rahmen des Deutschen Minenräumdienstes eingesetzt. So kamen die 53., 55., 61., 65. und 67. Vorpostenflottille bei der 4. Minenräumdivision vor der norwegischen Küste zum Einsatz.

## 1. Vorpostenflottille

### Flottillengeschichte
Die 1. Vorpostenflottille wurde am 1. Oktober 1939 aufgestellt und mit kleinen Dampfern ausgestattet. Einsatzgebiet war die westliche Ostsee mit dem Auftrag zur Bewachung der Belte und des Sunds. Zum 1. Oktober 1940 wurde aus der 1. Vorpostenflottille die 3. Sperrbrecherflottille aufgestellt.
Flottillenchef war der Kapitänleutnant/Korvettenkapitän d. R. Friedrich Körner, welcher anschließend Chef der 3. Sperrbrecherflottille wurde.

### Boote der Flottille
| Bootsnummer | Bootsname, ggf. (ex) | Indienststellung | außer Dienst (aD) / Unterstellungsende / Versenkung | Anmerkung                                      |
| ----------- | -------------------- | ---------------- | --------------------------------------------------- | ---------------------------------------------- |
| V 101       | Schwan               | 1. Oktober 1939  | -                                                   | wurde Sperrbrecher 31, später Sperrbrecher 131 |
| V 102       | Cressida             | 1. Oktober 1939  | -                                                   | wurde Sperrbrecher 32, später Sperrbrecher 132 |
| V 103       | Sylvia               | 1. Oktober 1939  | -                                                   | wurde Sperrbrecher 33                          |
| V 104       | Falke                | 1. Oktober 1939  | Mai 1940                                            | wurde Sperrbrecher 34, später Sperrbrecher 134 |
| V 105       | Adolph Kirsten       | 1. Oktober 1939  | 21. August 1940                                     | wurde Sperrbrecher 135                         |
| V 106       | Phoenix              | 1. Oktober 1939  | 21. August 1940                                     | wurde Sperrbrecher 136                         |
| V 107       | Botilla Russ         | 1. Oktober 1939  | 22. Juni 1940                                       | wurde Sperrbrecher 137                         |
| V 108       | Porjus               | 1. Oktober 1939  | aD im Dezember 1939                                 | -                                              |
| V 108 II    | Friedrich Karl       | -                | -                                                   | wurde Sperrbrecher 138                         |
| V 109       | Flamingo             | 1. Oktober 1939  | 22. Juni 1940                                       | wurde Sperrbrecher 39, später Sperrbrecher 139 |

## 2. Vorpostenflottille

### Flottillengeschichte
Die 2. Vorpostenflottille wurde im September 1939 aufgestellt und mit acht Fischdampfern ausgestattet. Ende Oktober 1939 erfolgte eine Reorganisation der Schiffsnummern. Einsatzgebiet war bis 1940 die Nordsee, dann bis zur Auflösung 1944 die Nordküste Frankreichs mit St. Malo und St. Helier. Mit der Aufstellung der 3. Sicherungs-Division Mitte Februar 1941 wurde die Flottille dieser zugeordnet und kam im Juni 1944 zum Seekommandant Kanalinsel. Die Flottille wurde im Dezember 1944 aufgelöst. Bis Kriegsende blieben die KFKs der ehemaligen Flottille als selbstständige Gruppe zusammen, wobei die anderen Boote auf andere Flottillen verteilt worden waren.

### Boote der Flottille
| Bootsnummer | Bootsname, ggf. (ex)                    | Indienststellung   | außer Dienst (aD) / Unterstellungsende / Versenkung                                                                                  | Anmerkung                                                        |
| ----------- | --------------------------------------- | ------------------ | --- | ---------------------------------------------------------------- |
| V 201       | Seydlitz ex PG 508                      | 8. Oktober 1939    | - | wird am 20. Oktober 1939 V 211 (2)                               |
| V 201 (2)   | Gebrüder Kähler ex HH 234 ex V 208      | 20. Oktober 1939   | am 5. September 1940 von Dünkirchen versenkt                                                                                         | als Ersatz für V 201                                             |
| V 201 (3)   | St. Pierre d'Alcantara ex B 1314        | 20. August 1943    | bis Kriegsende | nach Kriegsende zurückgegeben                                    |
| V 202       | Franz Westermann ex PG 521              | 6. Oktober 1939    | - | wird am 20. Oktober 1939 V 205 (2)                               |
| V 202 (2)   | Hermann Bösch ex BX 261 ex V 205        | 20. Oktober 1939   | am 28. Juli 1942 nach einem Einsatz mit V 203 (2) erst auf den Strand gesetzt und dann doch gesunken                                 | -                                                                |
| V 203       | Heinrich Bueren ex PH 401               | 28. September 1939 | - | wird am 21. Oktober 1939 V 207 (2)                               |
| V 203 (2)   | Carl Röver ex PG 483 ex V 209           | 20. Oktober 1939   | am 28. Juli 1942 nach einem Einsatz mit V 202 (2) brennend nach Cherbourg geschleppt und wieder aufgebaut; bis Kriegsende im Einsatz | -                                                                |
| V 204       | Dorum ex PG 519 (BB 92)                 | 10. September 1939 | - | wird am 21. Oktober 1939 V 407 (2) bei der 4. Vorpostenflottille |
| V 204 (2)   | Zieten ex PG 418 ex V 213               | 20. Oktober 1939   | im Januar 1945 als Blockschiff in Nantes selbstversenkt                                                                              | -                                                                |
| V 205       | Hermann Bösch ex BX 261                 | 30. September 1939 | - | wird am 20. Oktober 1939 V 202 (2)                               |
| V 205 (2)   | Franz Westermann ex PG 521 ex V 202     | 20. Oktober 1939   | am 15. Juni 1944 bei St. Peter Port gesunken                                                                                         | -                                                                |
| V 206       | Gauleiter Telschow ex PC 307            | 12. September 1939 | - | wird am 20. Oktober 1939 V 209 (2)                               |
| V 206 (2)   | Otto Bröhan ex HH 9 ex V 207            | 20. Oktober 1939   | am 12. Juni 1944 bei Ouistreham gesunken                                                                                             | -                                                                |
| V 207       | Otto Bröhan ex HH 9                     | 6. Oktober 1939    | - | wird am 20. Oktober 1939 V 206 (2)                               |
| V 207 (2)   | Heinrich Bueren ex PG 401 ex V 203      | 21. Oktober 1939   | - | wird am 30. Juli 1940 V 1106 (2)                                 |
| V 207 (3)   | Heinrich Bueren ex PG 401 ex V 1106 (2) | 1. November 1940   | am 14. Juni 1944 bei Le Havre gesunken                                                                                               | -                                                                |
| V 208       | Gebrüder Kähler ex HH 234               | 24. September 1939 | - | wird am 20. Oktober 1939 V 201 (2)                               |
| V 208 (2)   | R. Walter Darré ex HC 273 ex V 210      | 20. Oktober 1939   | am 4. Juli 1944 bei Rochebronne gesunken                                                                                             | -                                                                |
| V 209       | Carl Röver ex PG 483                    | 28. September 1939 | - | wird am 20. Oktober 1939 V 203 (2)                               |
| V 209 (2)   | Gauleiter Telschow ex PC 307 ex V 206   | 20. Oktober 1939   | am 20. November 1939 vor Helgoland gesunken                                                                                          | -                                                                |
| V 209 (3)   | Dr. Rudolf Wahrendorff ex PG 383        | 23. Dezember 1939  | am 24. Juli 1944 bei St. Peter Port gesunken                                                                                         | -                                                                |
| V 210       | R. Walter Darré ex HC 273               | 28. September 1939 | - | wird am 20. Oktober 1939 V 208 (2)                               |
| V 210 (2)   | Hinrich Hey ex HH 214 ex V 221          | 20. Oktober 1939   | am 4. Juli 1944 vor St. Malo gesunken                                                                                                | -                                                                |
| V 211       | Friedrich Busse ex PG 419               | 16. September 1939 | - | wird am 20. Oktober 1939 V 212 (2)                               |
| V 211 (2)   | Seydlitz ex PG 508 ex V 201             | 20. Oktober 1939   | am 20. Mai 1944 vor Guernsey gesunken                                                                                                | -                                                                |
| V 212       | Hinrich Hey ex HH 214                   | 24. September 1949 | - | wird am 20. Oktober 1939 V 210 (2)                               |
| V 212 (2)   | Friedrich Busse ex PG 419 ex V 211      | 20. Oktober 1939   | am 6. Juni 1944 von Ouistreham selbstversenkt                                                                                        | -                                                                |
| V 213       | Zieten ex PG 418                        | 17. September 1939 | - | wird am 20. Oktober 1939 V 204 (2)                               |
| V 213 (2)   | Claus Bolten ex HC 186                  | 18. Juni 1941      | am 28. Juni 1944 vor St. Malo gesunken                                                                                               | -                                                                |
| V 214       | Spica ex PG 404                         | 17. September 1939 | - | wird am 21. Oktober 1939 V 804 (2)                               |
| V 214 (2)   | Teutonia ex PG 583                      | 29. April 1943     | - | wird am 1. Dezember 1944 M 4628                                  |
| V 215       | Baden ex PG 480                         | 23. September 1939 | - | wird am 21. Oktober 1939 V 404 (2)                               |
| V 215 (2)   | Olivia ex po. Deltra I ex GDY 133       | 23. November 1943  | 1946 | nach Kriegsende zurückgegeben                                    |
| V 216       | Goeland (F 625) ex Fécamp               | 1944               | am 6. August 1944 bei St. Malo selbstversenkt                                                                                        | -                                                                |
| V 220       | KFK 59                                  | 11. Oktober 1943   | 1944 | als Prise nach Frankreich                                        |
| V 221       | KFK 67                                  | 28. September 1943 | bis Kriegsende | -                                                                |
| V 222       | KFK 68                                  | 21. Oktober 1943   | bis Kriegsende | -                                                                |
| V 223       | KFK 69                                  | 26. Dezember 1943  | bis Kriegsende | -                                                                |
| V 224       | KFK 70                                  | 6. November 1943   | bis Kriegsende | -                                                                |
| V 225       | KFK 71                                  | 21. November 1943  | bis Kriegsende | -                                                                |
| V 226       | KFK 73                                  | 13. November 1943  | bis Kriegsende | -                                                                |
| V 227       | KFK 75                                  | 12. September 1943 | bis Kriegsende | -                                                                |
| V 228       | KFK 80                                  | 21. August 1943    | bis Kriegsende | -                                                                |
| V 229       | KFK 240                                 | 28. Juli 1943      | bis Kriegsende | -                                                                |
| V 230       | KFK 241                                 | 22. September 1943 | 1944 | als Prise nach Frankreich                                        |
| V 231       | KFK 242                                 | 8. Januar 1944     | 1944 | als Prise nach Frankreich                                        |
| V 232       | KFK 243 ?                               | 20. September 1943 | bis Kriegsende | -                                                                |
| V 238       | KFK 343                                 | 21. März 1944      | Januar 1945 | wurde NO 70                                                      |
| V 239       | KFK 344                                 | 22. März 1944      | Januar 1945 | wurde NO 71                                                      |
| V 240       | KFK 345                                 | 23. März 1944      | Januar 1945 | wurde NO 72                                                      |
| V 241       | KFK 346                                 | 1. April 1944      | am 9. August 1944 durch britisches MTB versenkt                                                                                      | -                                                                |
| V 242       | KFK 347                                 | 1. April 1944      | Januar 1945 | wurde NO 73                                                      |
| V 243       | KFK 348                                 | 31. März 1944      | Januar 1945 | wurde NO 74                                                      |

### Flottillenchefs
- Korvettenkapitän d. R. Maximilian Fels: von der Aufstellung bis Juni 1940, später Chef der 8. Sperrbrecherflottille[2]
- Fregattenkapitän d. R. Karl Diederichs: von Juli 1940 bis Mai 1943, vormals Chef der 12. Vorpostenflottille[3]
- Fregattenkapitän d. R./Kapitän zur See d. R. Otto Lensch: von Juni 1943 bis zur Auflösung, vormals Chef der 4. und 6. Vorpostenflottille[4]

## 3. Vorpostenflottille
Siehe 3. Vorpostenflottille

## 4. Vorpostenflottille

### Flottillengeschichte
Die 4. Vorpostenflottille wurde im September 1939 aufgestellt und mit acht Fischdampfern ausgestattet. Mit acht, später fünfzehn Booten, lag sie vor der Packhalle X im Fischereihafen. Einsatzgebiet war bis 1940 die Nordsee und wurde anschließend nach Frankreich verlegt. Hier war sie bis zur Invasion im Rahmen der 4. Sicherungs-Division von Bordeaux und Bayonne aus eingesetzt.
Über das Bestehen hinweg wurde die 4. Vorpostenflottille aufgrund fortlaufender Verluste regelmäßig neu verstärkt. Im September 1944 wurde die 4. Vorpostenflottille aufgelöst.

### Flottillenchefs
- Kapitänleutnant d. R./Korvettenkapitän d. R. Karl Wilhelm Müssen: von September 1939 bis März 1942, später Chef der 23. Minensuchflottille und der 59. Vorpostenflottille
- Korvettenkapitän Burkhard Heye: von März 1942 bis November 1942
- Fregattenkapitän d. R. Otto Lensch: November/Dezember 1942, anschließend Chef der 6. und später der 2. Vorpostenflottille[4]
- unbekannt
- Korvettenkapitän d. R. Wilhelm Cyrus: von Mai 1943 bis September 1944 (†), vorher Kommandant des Sperrbrechers 1, ex. Saar

## 5. Vorpostengruppe

### Flottillengeschichte
Die 5. Vorpostengruppe wurde zu Kriegsbeginn aufgestellt. Einsatzgebiet war die westliche Ostsee. Bis Januar 1940 war die Unterstellung, wie auch der der 6. Vorpostenflottille, unter den Befehlshaber der Sicherung der Ostsee und dann unter den Führer der Sonderverbände West.  Am 22. Mai 1940 wurde diese aufgelöst ohne das eine 5. Vorpostenflottille aufgestellt wurde.

### Boote der Flottille
- Schiff 4: ex. Wandrahm, kommt als V 1801 zur 18. Vorpostenflottille
- Schiff 8: ex. Birka, kam nach der Aufstellung zur Gruppe und wird im September 1940 Lazarettschiff
- Schiff 15: ex. Neuss, wird am 25. April 1940 zum Torpedoboot
- Schiff 20: ex. Nerissa, wird am 30. Mai 1940 dem Erprobungsverband der Luftwaffe zugeteilt

## 6. Vorpostengruppe
Die 6. Vorpostengruppe wurde zu Kriegsbeginn wahrscheinlich mit den Schiffen 1, 7, 35 und 40 aufgestellt. Einsatzgebiet war die Nordsee. Bis Januar 1940 war die Unterstellung, wie auch der der 5. Vorpostenflottille, unter den Befehlshaber der Sicherung der Ostsee und dann unter den Führer der Sonderverbände West. Im Mai 1940 wurde diese aufgelöst. Später wurde eine 6. Vorpostenflottille aufgestellt.

### Boote der Gruppe
- Schiff 12: ex Dr. Heinrich Wiegand
- Schiff 7 (I): ex. Möwe
- Schiff 1: ex. Jupiter
- Schiff 35: ex. Oldenburg
- Schiff 40: ex. Schürbeck

## 6. Vorpostenflottille
Die 6. Vorpostenflottille wurde am 1. Januar 1943 aus Fischdampfern der 7. Vorpostenflottille und Booten der 44. und 14. Minensuchflottillen aufgestellt. Einsatzgebiet war vor der Küste von Westfrankreich und in der Biskaya. Im September 1944 wurde die Flottille dem Seekommandanten in St. Nazaire unterstellt.
Der Flottille waren eigentlich zahlreiche Kriegsfischkutter (V 629 bis V 641) zugewiesen. Die Fertigstellung der Boote verzögerte sich und eine Überführung nach Frankreich erschien dann nicht mehr möglich. Daher wurden die Boote nach Fertigstellung der Nordseeflottillen zugewiesen.

### Flottillenchefs
- Fregattenkapitän d. R. Otto Lensch: von Januar 1943 bis Mai 1943, vorher Chef der 4. Vorpostenflottille, später der 2. Vorpostenflottille
- Kapitänleutnant d. R. Günther Gelpke mit der Wahrnehmung der Geschäfte beauftragt: Juni 1943, zugleich vom August 1942 bis November 1943 Kommandant in der 4. Vorpostenflottille
- Fregattenkapitän Georg Behrmann: von Juli 1943 bis August 1944, vorher Chef der 36. Minensuchflottille

## 7. Vorpostenflottille
Die 7. Vorpostenflottille wurde am 22. September 1939 mit acht Fischdampfern aufgestellt. Bis in das darauffolgende Jahr war die Flottille in der Ostsee um Kiel für die Sundbewachung eingeteilt. Anschließend kam der Einsatz im Westraum um Brest. Für die Aufstellung der 6. Vorpostenflottille im Januar 1943 wurden von der 7. Vorpostenflottille mehrere Fischdampfer abgegeben. Die 7. Vorpostenflottille wurde im September 1944 aufgelöst.

### Flottillenchefs
- Korvettenkapitän d. R. Erich Schuster: September/Oktober 1939
- Kapitänleutnant d. R. Georg Schulze: von Oktober 1939 bis April 1940, vorher Chef i. V. der Schulflottille beim Befehlshaber der Sicherung der Ostsee
- Kapitänleutnant d. R./Korvettenkapitän d. R. Kurt Hamacher: von April 1940 bis Mai 1944, vorher Chef der 15. Vorpostenflottille und anschließend Referent und Flottillenchef des Inspekteurs Minenräumdienst Donau
- Korvettenkapitän d. R. Ludolf Jacobi: von Mai 1944 bis September 1944, anschließend bis 3. August 1947 in Kriegsgefangenschaft

## 8. Vorpostenflottille
Die 8. Vorpostenflottille wurde im September 1939 mit acht Fischdampfern aufgestellt. Bis in das darauffolgende Jahr war die Flottille in der Nordsee eingeteilt. Anschließend kam der Geleitdienst Elbe-Rotterdam, wie auch durch die 11. Vorpostenflottille durchgeführt, mit Stützpunkten in Cuxhaven und Wesermünde. Mit der Kapitulation wurde die 8. Vorpostenflottille aufgelöst.

### Flottillenchefs
- Kapitänleutnant Karl von Trotha: von September 1939 bis Januar 1940
- Korvettenkapitän d. R. Adolf Ehrensberger: von Januar 1940 bis Juni 1940 (†), vorher Chef der 12. Vorpostenflottille
- Korvettenkapitän z. V. Heinz Stamer: von Juni 1940 bis März 1945
- Korvettenkapitän d. R. Fritz Lobeck: von März 1945 bis Mai 1945, vormals Chef der 13. Vorpostenflottille

## 9. Vorpostenflottille
Ende September 1939 wurde die 9. Vorpostenflottille mit 9 kleinen Fischdampfern ausgestattet aufgestellt. Einsatzgebiet war 1939 die Ostsee um Lübeck. Anschließend war bis Kriegsende die Flottille in Dänemark, um Aarhus, mit dem Gebiet der Ostsee, Kattegat und Skagerrak Einsatzgebiet. Zeitweise war die Flottille auch in der östlichen Ostsee eingesetzt. In der Folge wurde die Flottille mehrfach umgebildet.
Im Oktober 1943 wurde aus dem größten Teil der 9. Vorpostenflottille die 9. Sicherungsflottille, welche der 8. Sicherungs-Division unterstellt wird.
Zu Kriegsende kämpfte die 9. Vorpostenflottille, gemeinsam mit der 3. und 17. Vorpostenflottille, im Kurland-Kessel. Am 23. April 1945 wurde die 9. Vorpostenflottille aufgelöst.

### Flottillenchefs
- Korvettenkapitän d. R./Fregattenkapitän d. R. Kurt Weese: von September 1939 bis Januar 1941
- Kapitänleutnant d. R./Korvettenkapitän d. R. Johannes Peters: von Februar 1941 bis April 1944
- Korvettenkapitän d. R. Arthur Löffelbein: von April 1944 bis Januar 1945
- Kapitänleutnant d. R. Karl Kirschenlohr: von Februar 1945 bis April 1945

## 10. Vorpostenflottille
Im September 1939 wurde die 10. Vorpostenflottille mit Küstenmotorschiffen ausgestattet aufgestellt. Die Schiffe wurden aber bereits nach knapp einem Monat gegen Emder und Leerer Heringslogger ausgetauscht. Einsatzgebiet war 1939 die Nordsee um Wesermünde. Bis zur Auflösung war die Flottille in der Ostsee im Austausch mit der 11. Vorpostenflottille eingesetzt, hatte aber auch Einsätze an der dänischen Küste im Bereich Kattegat, Belt und Sund.
Im Oktober 1943 wurde aus der 10. Vorpostenflottille die 10. Sicherungsflottille, welche der 8. Sicherungs-Division unterstellt wird.

### Flottillenchefs
- Korvettenkapitän d. R. Hans Fuchs: von September 1939 bis Januar 1940, anschließend Chef der 11. Vorpostenflottille
- Korvettenkapitän Karl Vaihinger mit der Wahrnehmung der Geschäfte beauftragt: von Februar 1940 bis August 1940, vorher Kommandant und Gruppenführer in der Flottille, später Chef des 4. Küstensicherungsverbands und der 64. Vorpostenflottille
- Kapitänleutnant d. R./Korvettenkapitän d. R. Georg Köhler: von August 1940 bis August 1942, anschließend Chef der 59. Vorpostenflottille und später Chef der 30. Minensuchflottille
- Kapitänleutnant d. R./Korvettenkapitän d. R. Henry Keller: von September 1942 bis September 1943, vorher Chef der 59. Vorpostenflottille

## 11. Vorpostenflottille
Im September 1939 wurde die 11. Vorpostenflottille mit 8 Fischdampfern ausgestattet aufgestellt. Einsatzgebiet war die Ostsee und bis 1943 die im Austausch mit der 10. Vorpostenflottille die Nordsee mit Stützpunkt in Wesermünde. Die Flottille wurde, wie auch die 8. Vorpostenflottille, für den Geleitdienst Elbe-Rotterdam eingesetzt.

### Flottillenchefs
- Kapitänleutnant d. R. Günther Riesen: von September 1939 bis Januar 1940
- Korvettenkapitän d. R./Fregattenkapitän d. R. Hans Fuchs: von Januar 1940 bis September 1942, vorher Chef der 10. Vorpostenflottille
- Korvettenkapitän d. R. Kurt Loewer: von September 1942 bis Mai 1945, vorher Chef der 2. Flak-Jäger-Flottille

## 12. Vorpostenflottille
Ende September 1939 wurde die 12. Vorpostenflottille mit 12 Küstenfrachtschiffen ausgestattet aufgestellt. Einsatzgebiet war 1939 die Nordsee um Wesermünde. Anschließend war die Flottille bis Kriegsende im Geleit- und Minensuchdienst im Bereich der deutschen Bucht eingesetzt. Hierbei waren die Stützpunkte der einzelnen Gruppen in Esbjerg, Hörnum, Tönning, Cuxhaven, Wesermünde, Norderney, Terschelling und Borkum. Ab der erneuten Indienststellung Anfang Mai 1942 war bis Kriegsende die ehemalige Frida als V 1217 bei der Flottille im Einsatz. Nach dem Krieg wurden die Reste der Flottille im Deutschen Minenräumdienst eingesetzt und dort Ende 1947 aufgelöst. Der letzte Chef der Flottille, Korvettenkapitän d. R. Kurt Ambrosius, wurde im Deutschen Minenräumdienst Kommandeur der 6. Minenräumdivision.

### Flottillenchefs
- Korvettenkapitän Adolf Ehrensberger: von September 1939 bis Dezember 1939, anschließend Chef der 8. Vorpostenflottille
- Korvettenkapitän Karl Diederichs: von Januar 1940 bis Juli 1940, anschließend Chef der 2. Vorpostenflottille
- Kapitänleutnant d. R./Korvettenkapitän d. R. Carl von Hoff: von Juli 1940 bis August 1943, vorher Kommandant in der 4. Vorpostenflottille und zugleich Geleitchef Nord
- Korvettenkapitän d. R. Kurt Ambrosius: von August 1943 bis Mai 1945

## 13. Vorpostenflottille
Im September 1939 wurde die 13. Vorpostenflottille aufgestellt. Einsatzraum war 1939 die Ostsee und anschließend die Nordsee und der Ärmelkanal im Raum Holland. Ab 1943 wurde die Flottille durch die 14. Vorpostenflottille unterstützt. Im Januar 1945 wurde die 13. Vorpostenflottille aufgelöst.

### Flottillenchefs
- Kapitänleutnant d. R./Korvettenkapitän d. R. Walther Fischer: von September 1939 bis März 1943
- Korvettenkapitän d. R. Fritz Lobeck; von März 1943 bis Januar 1945, später Chef der 8. Vorpostenflottille

## 14. Vorpostenflottille
Am 1. Februar 1943 wurde die 14. Vorpostenflottille aufgestellt. Einsatzraum war die Holländische Küste um Rotterdam. Nach der Kapitulation 1945 wurde die 14. Vorpostenflottille aufgelöst.

### Flottillenchefs
- Kapitänleutnant d. R./Korvettenkapitän d. R. Franz Friske: von März 1943 bis April 1944, vormals Kommandant und Gruppenführer in der 13. Vorpostenflottille
- Kapitänleutnant d. R./Korvettenkapitän d. R. Rudolf Schennen: von April 1944 bis Mai 1945, vorher Kommandant des Kanonenbootes K 1

## 15. Vorpostenflottille

### Flottillengeschichte
Die 15. Vorpostenflottille war ein Teil der 2. Sicherungs-Division und wurde im September 1939 im Rahmen der Mobilmachung aufgestellt. Sie wurde nach Kriegsende 1945 aufgelöst. Operationsgebiet der Flottille war 1939 die Ostsee, ab April 1940 das Kattegat und das Skagerrak, von Herbst 1940 bis 1944 der Westraum mit Basis Le Havre und nach der Invasion der Alliierten in der Normandie für die verbliebenen Boote ab Oktober 1944 Norwegen mit Stützpunkt: Kristiansand.

### Boote der Flottille
| Bootsnummer | Bootsname, ggf. (ex)     | Indienststellung   | außer Dienst (aD) / Unterstellungsende / Versenkung                           | Anmerkung                              |
| ----------- | ------------------------ | ------------------ | ----------------------------------------------------------------------------- | -------------------------------------- |
| V 1501      | Wiking 7                 | 5. Oktober 1939    | am 27. September 1943 vor Cap d'Antifer durch britisches Torpedoboot versenkt | -                                      |
| V 1502      | Wiking 6                 | 5. Oktober 1939    | aD 25. Juni 1940                                                              | wird Flak-Jäger (FL.J) 24              |
| V 1503      | Wiking 10                | 5. Oktober 1939    | aD 25. Juni 1940                                                              | wird Flak-Jäger (FL.J) 22              |
| V 1504      | Wiking 8                 | 5. Oktober 1939    | aD 25. Juni 1940                                                              | wird Flak-Jäger (FL.J) 21              |
| V 1505      | Wal 8                    | 25. September 1939 | am 15. Juni 1944, Le Havre, durch Bombentreffer versenkt                      | -                                      |
| V 1506      | Wal 9                    | 2. Oktober 1939    | am 15. Juni 1944, Le Havre, durch Bombentreffer versenkt                      | -                                      |
| V 1507      | Rau VI                   | 2. Oktober 1939    | am 10. April 1940 durch britisches Unterseeboot versenkt                      | -                                      |
| V 1507 (2)  | Rau I                    | 22. Mai 1940       | am 12. Juni 1944 vor Cape d'Antifer durch Minentreffer versenkt               | -                                      |
| V 1508      | Rau III                  | 2. Oktober 1939    | am 23. Juli 1941, Boulogne, durch britisches Motortorpedoboot versenkt        | -                                      |
| V 1509      | Rau II                   | 25. September 1939 | † 6. Juni 1944 (Le Havre)                                                     | britisches Motortorpedoboot            |
| V 1510      | Unitas 6                 | 23. Mai 1940       | † 3. Juni 1942 (Dieppe)                                                       | Kollision                              |
| V 1511      | Unitas 7                 | 23. Mai 1940       | † 14. Juni 1944 (Le Havre)                                                    | Bombardement                           |
| V 1512      | Unitas 8                 | 23. Mai 1940       | 1945 britische Beute                                                          | -                                      |
| V 1513      | Linz                     | 13. August 1941    | aD 14. November 1943                                                          | wird V 1814; † 15./16. Juni 1944       |
| V 1514      | Beuthen                  | 12. Juni 1941      | † 25. November 1942 (Dieppe)                                                  | Minentreffer                           |
| V 1515      | Rotherbaum               | 26. Juni 1941      | † 25. August 1944 (Fécamp)                                                    | britisches Motortorpedoboot            |
| V 1516      | Rouen ex L‘Orientaise    | 16. September 1942 | a. D. 15. November 1943                                                       | wird Minensuchboot M 3853              |
| V 1517      | Gironde I ex Kerdonis II | Frühjahr 1943      | a. D. 15. November 1943                                                       | wird Minensuchboot M 3854              |
| PA 1        | Arquebuse                | 15. April 1944     | a. D. 24. August 1944                                                         |                                        |
| PA 2        | Hallebarde               | 16. November 1943  | † 15. Juni 1944 (Le Havre)                                                    | Bombardement                           |
| PA 3        | Sabre                    | 16. November 1943  | a. D. 17. August 1944                                                         |                                        |
| PA 4        | Poignard                 |                    |                                                                               | 1944 vorgesehen; kein Einsatz          |
| V 1548      | Gebrüder Kähler          |                    |                                                                               | 1944 vorgesehen; kein Einsatz          |
| V 1549 1    | Rotersand                |                    |                                                                               | 1944 vorgesehen, wird WBS 7 / Berlebek |
| V 1549 2    | Hoheweg                  |                    |                                                                               | 1944 vorgesehen; kein Einsatz          |

| Bootsnummer     | Name / (ex) | Indienststellung  | Außer Dienst (a. D.) / versenkt bzw. zerstört (†) | Anmerkung                                  |
| --------------- | ----------- | ----------------- | ------------------------------------------------- | ------------------------------------------ |
| V 1520          | Loodsboot 6 | 1. Juni 1942      | a. D. 10. November 1943                           | wird V 1815; † 15./16. Juni 1944           |
| V 1521          | Vimy        | 1. Juni 1942      | a. D. 10. November 1943                           | wird Minensuchboot M 3855; † 14. Juni 1944 |
| V 1522          | Dauphin     | 11. Juni 1942     | a. D. 15. November 1943                           | wird V 1816                                |
| V 1523          | Deltra I    | 1. Juni 1942      | a. D. 23. November 1943                           | wird V 215                                 |
| V 1524          | Patrice     | 10. August 1942   | a. D. 15. November 1943                           | wird Minensuchboot M 3856                  |
| V 1525          | Eglantine   | 9. Oktober 1942   | a. D. 10. November 1943                           | wird V 1817                                |
| V 1526 - V 1529 |             |                   |                                                   |                                            |
| V 1530          | KFK 281     | 3. November 1943  | a. D. 12. Januar 1945                             | wird V 5539                                |
| V 1531          | KFK 282     | 3. November 1943  | a. D. 27. Juni 1944 (ausgebrannt)                 | MGB-Beschuss; wird V 5540                  |
| V 1532          | KFK 283     | 3. November 1943  | a. D. 12. Januar 1945                             | wird V 5541                                |
| V 1533          | KFK 284     | 3. November 1943  | a. D. 14. Mai 1944 (gestrandet)                   | wird V 5542                                |
| V 1534          | KFK 285     | 13. November 1943 | a. D. 12. Januar 1945                             | wird V 5543                                |
| V 1535          | KFK 286     | 13. November 1943 | a. D. 12. Januar 1945                             | wird V 5544                                |
| V 1536          | KFK 287     | 27. November 1943 | a. D. 12. Januar 1945                             | wird V 5545                                |
| V 1537          | KFK 288     | 23. November 1943 | † 14./15. Juni 1944 (Le Havre)                    | Bombardement                               |
| V 1538          | KFK 289     | __. November 1943 |                                                   | 1945 norwegische Beute                     |
| V 1539          | KFK 290     | 20. November 1943 | a. D. 14. Mai 1944 (gestrandet)                   | † 12. Januar 1945 (Dieppe) bei der Bergung |
| V 1540          | KFK 295     | 2. Dezember 1943  | † 14./15. Juni 1944 (Le Havre)                    | Bombardement                               |
| V 1541          | KFK 296     | 19. Dezember 1943 | † 14./15. Juni 1944 (Le Havre)                    | Bombardement                               |
| V 1542 - V 1547 |             |                   |                                                   |                                            |

Die 15. Vorposten-Flottille wurde nach der Landung in der Normandie eine „Sammelstelle für Versprengte“. Eine große Anzahl von Booten war von ihren Stützpunkten im Westen Frankreichs abgeschnitten. Da bei der 15. V-Flottille viele Boote fehlten, wurden ihr einzelne Boote oder Bootsgruppen unterstellt, manche für kurze Zeit, andere bis Kriegsende.
| Bootsnummer | Name      | Tonnage  | Baujahr | Indienststellung   | Außer Dienst (a. D.) / versenkt bzw. zerstört (†) | Anmerkung                              |
| ----------- | --------- | -------- | ------- | ------------------ | ------------------------------------------------- | -------------------------------------- |
| V 716       | Alfred II | 1133 BRT | 1942    | 16. Juni 1942      |                                                   | 1945 remittiert an Frankreich          |
| UJ 1430     | KUJ 2     | 542 BRT  | 1943    | Juni 1944          |                                                   | 1947 britische Beute                   |
| UJ 1431     | KUJ 2     | 542 BRT  | 1943    | Juni 1944          |                                                   | 1947 sowjetische Beute                 |
| UJ 1432     | KUJ 2     | 542 BRT  | 1943    | Juni 1944          |                                                   | 1947 sowjetische Beute                 |
| UJ 1433     | KUJ 9     | 542 BRT  | 1943    | Juni 1944          | † 28. August 1944                                 | MGB-Beschuss bei Kap d’Antifer         |
| UJ 1434     | Lofoten   | 550 BRT  | 1943    | 5. August 1944     |                                                   | 1946 britische Beute                   |
| UJ 1435     | Malangen  | 550 BRT  | 1943    | 15. September 1944 | † 24. März 1945                                   | Flugzeug-Rakete bei Egersund           |
| V 238       | KFK 343   | 110 BRT  | 1944    | Juni 1944          | a. D. Dezember 1944                               | wird NO 70 (Hafenschutzflottille Oslo) |
| V 239       | KFK 344   | 110 BRT  | 1944    | Juni 1944          | a. D. Dezember 1944                               | wird NO 71                             |
| V 240       | KFK 345   | 110 BRT  | 1944    | Juni 1944          | a. D. Dezember 1944                               | wird NO 72                             |
| V 241       | KFK 346   | 110 BRT  | 1944    | Juni 1944          | † 9. August 1944                                  | SGB-Beschuss vor Fécamp                |
| V 242       | KFK 347   | 110 BRT  | 1944    | Juni 1944          | a. D. Dezember 1944                               | wird NO 73                             |
| V 243       | KFK 348   | 110 BRT  | 1944    | Juni 1944          | a. D. Dezember 1944                               | wird NO 74                             |

### Flottillenchefs
- Kapitänleutnant d. R. Kurt Hamacher: von September 1939 bis April 1940, anschließend Chef der 7. Vorpostenflottille und Referent und Flottillenchef der Inspektion Minenräumdienst Donau
- Korvettenkapitän Curt Berndt: von April 1940 bis Juli 1942
- Korvettenkapitän d. R. Viktor Rall: von Juli 1942 bis Januar 1945
- Kapitänleutnant Harald Günther: von Februar bis Mai 1945

## 16. Vorpostenflottille
Im Juli 1940 wurde die 16. Vorpostengruppe mit den Schiffen 9, 18 und 37 aufgestellt. 1940 war das Einsatzgebiet der Flottille im Westraum. Anschließend war bis zur Auflösung der Flottille für Sicherungs- und Geleitdienst im Kattegat und Skagerrak. Stützpunkt war Frederikshavn.

### Flottillenchefs
- Korvettenkapitän d. R. Rolf Gerdes: von Juli 1940 bis Januar 1942, vorher Kommandant in der 4. Vorpostenflottille
- Korvettenkapitän d. R. Ernst Brauns: von Januar 1942 bis April 1945, zugleich von Oktober 1944 bis Februar 1945 Geleitchef Norwegen

## 17. Vorpostenflottille
Im Juni 1940 wurde die 17. Vorpostenflottille mit deutschen Walfangbooten ausgestattet aufgestellt. Bis 1945 war das Operationsgebiet der 17. Vorpostenflottille in der Ostsee. Zusätzlich war von 1942 bis 1944 Schwerpunkt der Flottille bei der Bewachung der Minenbarren im inneren Finnenbusen.
Anfang September 1940 waren vier Boote der Flottille gemeinsam mit anderen Booten der Kriegsmarine eingesetzt, 312 Überlebende und 152 Tote des am Abend zuvor vom britischen U-Boot Sturgeon bei Skagen versenkten Truppentransporters Pionier nach Frederikshavn zu bringen. Zu Kriegsende kämpfte die 17. Vorpostenflottille, gemeinsam mit der 3. und 9. Vorpostenflottille, im Kurland-Kessel.

### Flottillenchefs
- Kapitänleutnant d. R./Korvettenkapitän d. R. Otto Kurtz: von Juni 1940 bis Februar 1944
- Fregattenkapitän Paul Schulze: von Februar 1944 bis November 1944, vorher Kommandant der Zieten, der Lech und der Hela, anschließend Kommandant der Hugo Zeye
- Korvettenkapitän d. R. Carl Dittmer: von November 1944 bis Mai 1945

## 18. Vorpostenflottille
Die 18. Vorpostenflottille wurde im Juli 1940 als 18. Vorpostengruppe mit den Schiffen 7, 26 und 47 aufgestellt und Anfang Oktober 1940 zur 18. Vorpostenflottille erweitert. Sie versah hauptsächlich Sicherungsdienst im Ärmelkanal und in den letzten Kriegsmonaten Geleitdienst vor Südnorwegen und im Skagerrak. Bis 1944 war die 18. Vorpostenflottille zum Sicherungsdienst im Kanal eingesetzt und anschließend folgte der Geleitdienst vor Südnorwegen und im Skagerrak.

### Flottillenchefs
- Kapitänleutnant d. R. Karl Wolters mit der Wahrnehmung der Geschäfte beauftragt: von Juli 1940 bis Oktober 1940, zugleich Kommandant in der Flottille
- Korvettenkapitän d. R. Dietrich von Jagow: von Oktober 1940 bis April 1941, anschließend Gesandter in Budapest (Übertritt in das Auswärtige Amt)
- Korvettenkapitän d. R. Albrecht Boit: von Mai 1941 bis Oktober 1941, vorher Kommandant in der 2. Vorpostenflottille
- Korvettenkapitän d. R. Karl Wolters: von Oktober 1941 bis November 1942, vorher Kommandant in der Flottille, anschließend Chef der 51. Vorpostenflottille
- Korvettenkapitän d. R. Albrecht Boit: von November 1942 bis Januar 1945

## 19. Vorpostenflottille
Im Juli 1940 wurde die 19. Vorpostenflottille mit deutschen Fischloggern ausgestattet aufgestellt. Einsatzraum war die Küste Dänemarks im Raum Aarhus, ab Januar 1941 Korsør.
Im Oktober 1943 wird aus der 19. Vorpostenflottille die 5. Sicherungsflottille, welche der 8. Sicherungs-Division unterstellt wird.
Chef der 19. Vorpostenflottille war der Korvettenkapitän Hermann Remmers, welcher anschließend die 5. Sicherungsflottille übernahm.

## 20. Vorpostenflottille
Die 20. Vorpostenflottille wurde im Juli 1940 aufgestellt und war bis 1944 im Westraum, vornehmlich im Kanal und im Geleitdienst Elbe-Holland eingesetzt. Anschließend versah sie bis Kriegsende Geleitdienst in der Ostsee.
Nach der Kapitulation Deutschlands wurde die 20. Vorpostenflottille in die 20. Minensuchflottille umbenannt und zur Minenräumung in der westlichen Ostsee herangezogen.

### Flottillenchefs
- Kapitänleutnant d. R./Korvettenkapitän d. R. Georg Dinger: von Juli 1940 bis Januar 1943, vorher Kommandant in der 8. Vorpostenflottille und anschließend als Marinearzt eingesetzt
- Korvettenkapitän d. R. Kurt Seifert: von Januar 1943 bis August 1943, vorher Chef der 34. Minensuchflottille
- Korvettenkapitän Arthur Gampert: von August 1943 bis Januar 1944, vorher Kommandant in der 11. U-Jagdflottille und anschließend Chef der 1. U-Jagdflottille
- Korvettenkapitän d. R. Hans Georg Puttfarken: von Januar 1944 bis Mai 1945

## 51. Vorpostenflottille
Die 51. Vorpostenflottille wurde am 23. Dezember 1940 in Bergen aufgestellt. Der Bestand der Flottille wurde aus norwegischen Fahrzeugen gebildet, wobei später Räumboote und älterer Schnellboote dazukamen. Die 51. Vorpostenflottille wurde für Geleit- und Sicherungsdienst im Bereich Bergen eingesetzt.
Die 51. Vorpostenflottille wurde, wie auch die 53. Vorpostenflottille, dem Küstensicherungsverband Norwegische Westküste unterstellt. Als im Mai 1944 dieser in zwei Küstensicherungsverbände aufgeteilt wurde, kam die 51. Vorpostenflottille zum 5. Küstensicherungsverband. Die 51. Vorpostenflottille wurde im Juni 1945 aufgelöst.

### Flottillenchefs
- Kapitänleutnant d. R./Korvettenkapitän d. R. Hans Bartels: von Dezember 1940 bis Dezember 1942, zugleich Chef des  Küstensicherungsverbands Norwegische Westküste und bis Juli 1942 der 53. Vorpostenflottille und der 55. Vorpostenflottille
- Korvettenkapitän d. R. Karl Wolters: von Dezember 1942 bis September 1943, vorher Chef der 18. Vorpostenflottille
- Kapitänleutnant d. R. Otto Lucht: von Oktober 1943 bis Juni 1945, vorher Kommandant und Gruppenführer in der 13. Vorpostenflottille

## 53. Vorpostenflottille
Am 23. Dezember 1940 wurde aus norwegischen Walfangbooten die 53. Vorpostenflottille aufgestellt. Die 53. Vorpostenflottille wurde für Geleit- und Sicherungsdienst im Bereich Stavanger eingesetzt. Wie auch die 51. Vorpostenflottille, wurde die 53. Vorpostenflottille dem Küstensicherungsverband Norwegische Westküste unterstellt. Als im Mai 1944 dieser in zwei Küstensicherungsverbände aufgeteilt wurde, kam die 53. Vorpostenflottille zum 5. Küstensicherungsverband. Die 53. Vorpostenflottille wurde im Juni 1945 aufgelöst.

### Flottillenchefs
- Kapitänleutnant d. R./Korvettenkapitän d. R. Hans Bartels: von Dezember 1940 bis Juli 1942, zugleich Chef der 55. Vorpostenflottille und bis Dezember 1942 des Küstensicherungsverbands Norwegische Westküste und der 51. Vorpostenflottille
- Korvettenkapitän Zintgraf: von Juli 1942 bis Juni 1945, zugleich bis Mai 1944 Chef der 55. Vorpostenflottille

## 55. Vorpostenflottille
Im Dezember 1940 wurde aus norwegischen Fahrzeugen die 55. Vorpostenflottille aufgestellt. Operationsraum war um Flörvag für den örtlichen Sicherungsdienst. Die 55. Vorpostenflottille wurde dem Küstensicherungsverband Norwegische Westküste unterstellt. Als im Mai 1944 dieser in zwei Küstensicherungsverbände aufgeteilt wurde, kam die 55. Vorpostenflottille zum 6. Küstensicherungsverband. Die 55. Vorpostenflottille wurde im Juni 1945 aufgelöst.

### Flottillenchefs
- Kapitänleutnant d. R./Korvettenkapitän d. R. Hans Bartels: von Dezember 1940 bis Juli 1942, zugleich Chef der 53. Vorpostenflottille und bis Dezember 1942 des Küstensicherungsverbands Norwegische Westküste und der 51. Vorpostenflottille
- Korvettenkapitän Zintgraf: von Juli 1942 bis Mai 1944, zugleich Chef der 53. Vorpostenflottille
- Korvettenkapitän d. R. Ludwig Ballerstedt: von Mai 1944 bis April 1945
- Kapitänleutnant (W) Gerhard Bredekamp: von April 1945 bis Juni 1945
  - Korvettenkapitän z. V. Wilhelm Olff in Vertretung: ab April 1945, zugleich Chef der 63. Vorpostenflottille

## 57. Vorpostenflottille
Die 57. Vorpostenflottille wurde 1940 aus norwegischen Walfangbooten aufgestellt. Operationsraum war um Ålesund für den Sicherungs- und Geleitdienst. Die 57. Vorpostenflottille wurde, wie auch die 59. Vorpostenflottille und die 61. Vorpostenflottille, dem Küstensicherungsverband Norwegische Nordküste unterstellt. Als im Mai 1944 dieser in einen Küstensicherungsverband überführt wurde, kam die 57. Vorpostenflottille zum 4. Küstensicherungsverband. Die 57. Vorpostenflottille wurde im Juni 1945 aufgelöst.

### Flottillenchefs
- Kapitänleutnant Freytag von Loringhoven: von Juni 1940 bis August 1940
- Oberleutnant zur See Hermann Laugs: von August 1940 bis März 1941
- Kapitänleutnant d. R./Korvettenkapitän d. R. Otto Cleff: von Oktober 1941 bis März 1942, anschließend Chef der Hafenschutzflottille Narvik
- Kapitänleutnant d. R. Richard Zhernotta: von März 1942 bis Mai 1944, zugleich von August 1943 bis März 1944 mit der Wahrnehmung der Geschäfte als Chef des Küstensicherungsverbands Norwegische Nordküste beauftragt
- Kapitänleutnant d. R. Josef Thelen: von Mai 1944 bis Februar 1945
- Oberleutnant zur See d. R. Alfred Kunert: von Februar 1945 bis April 1945

## 59. Vorpostenflottille
Die 59. Vorpostenflottille wurde im Februar 1941 aufgestellt. Operationsraum war um Sandnessjøen für den Sicherungs- und Geleitdienst. Die 59. Vorpostenflottille wurde, wie auch die 57. Vorpostenflottille und die 61. Vorpostenflottille, dem Küstensicherungsverband Norwegische Nordküste unterstellt. Als im Mai 1944 dieser in einen Küstensicherungsverband überführt wurde, kam die 57. Vorpostenflottille zum 3. Küstensicherungsverband. Die 57. Vorpostenflottille wurde im Juni 1945 aufgelöst.

### Flottillenchefs
- Oberleutnant zur See Walter Köhntopp: von Februar 1941 bis Juni 1941
- Kapitänleutnant d. R. Henry Keller: von Juni 1941 bis September 1942, anschließend Chef der 10. Vorpostenflottille
- Korvettenkapitän d. R. Georg Köhler: von September 1942 bis Oktober 1943, vorher Gruppenführer und Chef der 10. Vorpostenflottille, später Chef der 30. Minensuchflottille
- Korvettenkapitän d. R. Karl Wilhelm Müssen: von November 1943 bis Mai 1944, vormals Chef der 4. Vorpostenflottille und der 23. Minensuchflottille, anschließend Chef des 3. Küstensicherungsverbands
- Korvettenkapitän d. R. Georg Albrecht Bickelhaupt: von Juni 1944 bis Juni 1945, vorher Erster Admiralstabsoffizier und Flottillenchef im 1. Küstensicherungsverbands

## 61. Vorpostenflottille
Die 61. Vorpostenflottille wurde im November 1940 aufgestellt. Operationsraum war um Bodø für den Sicherungs- und Geleitdienst. Die 61. Vorpostenflottille wurde, wie auch die 57. Vorpostenflottille und die 59. Vorpostenflottille, dem Küstensicherungsverband Norwegische Nordküste unterstellt. Als im Mai 1944 dieser in einen Küstensicherungsverband überführt wurde, kam die 61. Vorpostenflottille zum 3. Küstensicherungsverband. Die 61. Vorpostenflottille wurde im Juni 1945 aufgelöst.

### Flottillenchefs
- Kapitänleutnant Thormählen: von November 1940 bis August 1941
- Oberleutnant zur See Paul Prager: von August 1941 bis September 1942
- Kapitänleutnant d. R./Korvettenkapitän d. R. Ernst Zunker: von September 1942 bis August 1944, vorher Kommandant in der 11. Vorpostenflottille
- Korvettenkapitän d. R. Ernst Kramer: von August 1944 bis Februar 1942, vormals Chef der 3. Geleitflottille und zugleich ab November 1944 mit der Führung des 1. Küstensicherungsverbands beauftragt
- Korvettenkapitän d. R. Viktor Arretz: von März 1945 bis Juni 1945, vormals Chef der 3. Minensuchflottille

## 63. Vorpostenflottille
Die 63. Vorpostenflottille wurde im Mai 1944 aus Teilen der Hafenschutzflottille Narvik aufgestellt. Im Sommer 1945 wurde die 63. Vorpostenflottille aufgelöst.
Chef der 63. Vorpostenflottille war der Korvettenkapitän z. V. Wilhelm Olff, welcher vorher ab Januar 1944 Chef der Hafenschutzflottille Narvik gewesen war. Ab April 1945 war er in Vertretung auch Chef der 55. Vorpostenflottille.

## 64. Vorpostenflottille
Die 64. Vorpostenflottille wurde im Juni 1944 aus der Hafenschutzflottille Drontheim aufgestellt. Neuer Einsatzhafen wurde Hysnes. Die 64. Vorpostenflottille bestand aus einer Geleit-, Positions- und Minensuchgruppe. Im Sommer 1945 wurde die 64. Vorpostenflottille aufgelöst.

### Flottillenchefs
- Korvettenkapitän d. R. z. V. Ernst Sturm: von Juni 1944 bis September 1944, vorher Chef der Hafenschutzflottille Drontheim und anschließend Hafenkapitän Horten
- Fregattenkapitän Karl Vaihinger: von Oktober 1944 bis zur Auflösung im Sommer 1945, vormals Chef der 10. Vorpostenflottille und Chef des 4. Küstensicherungsverbands

## 65. Vorpostenflottille
Die 65. Vorpostenflottille wurde im Mai 1944 aus der Hafenschutzflottille Hammerfest und Tromsø aufgestellt. Im Sommer 1945 wurde die 65. Vorpostenflottille aufgelöst.
Chef der 65. Vorpostenflottille war der Korvettenkapitän Willy Jacobs, welcher vorher Chef der Hafenschutzflottille Hammerfest gewesen war.

## 66. Vorpostenflottille
Die 66. Vorpostenflottille wurde im Mai 1944 aus der Hafenschutzflottille Sandnessjøen aufgestellt. Neuer Einsatzhafen wurde Rörvik. Die 66. Vorpostenflottille bestand aus einer Sicherungs-, Positions-, Fährprahm- und Minensuchgruppe. Im Sommer 1945 wurde die 66. Vorpostenflottille aufgelöst.

### Flottillenchefs
- Oberleutnant zur See Schümann: von Mai 1944 bis Januar 1945
- Kapitänleutnant Busch: von Januar 1945 bis zur Auflösung im Sommer 1945

## 67. Vorpostenflottille
Die 67. Vorpostenflottille wurde im Juli 1944 aus der Hafenschutzflottille Kirkenes und aus Teilen der Hafenschutzflottille Narvik aufgestellt. Neuer Einsatzhafen wurde Melbo. Die 67. Vorpostenflottille bestand aus einer Sicherungs-, Fährprahm- und Minensuchgruppe. Im Sommer 1945 wurde die 67. Vorpostenflottille aufgelöst.

### Flottillenchefs
- Korvettenkapitän d. R. Johannes Zaepernick: von Juli 1944 bis März 1945
- Kapitänleutnant Erwin Leesten: von März 1945 bis zur Auflösung im Sommer 1945

## 68. Vorpostenflottille
Die 68. Vorpostenflottille wurde im Mai 1944 aus der Hafenschutzflottille Molde aufgestellt. Die 68. Vorpostenflottille bestand aus einer Geleit-, Fährprahm- und Minensuchgruppe. Im Sommer 1945 wurde die 68. Vorpostenflottille aufgelöst.

### Flottillenchefs
- Kapitänleutnant Ulm: von Mai 1944 bis September 1944, vorher Chef der Hafenschutzflottille Molde
- Korvettenkapitän Fritz Eisenberger: von September 1944 bis zur Auflösung im Sommer 1945, vormals Chef der 2. Flak-Jäger-Flottille